# Voyager 2
För andra betydelser, se Voyager.
Voyager 2 är en obemannad rymdsond inom Voyagerprogrammet som skickades upp i rymden av Nasa 20 augusti 1977, med en Titan 3E Centaur. Farkosten har samma konstruktion som Voyager 1. Båda farkosterna sändes ut för att undersöka planeter i solsystemet och sände tillbaka bilder och mätdata som helt har förändrat synen på jordens grannplaneter.
På grund av ett uppskjutningsfel med Voyager 1 glömde man bort att sända en kod till Voyager 2 vilket gjorde att huvudantennen inte fungerade. Man bytte då till reservantennen men det visade sig vara ett inbyggt fel i reservantennen vilket resulterade i ett mycket litet informationsband. För att lösa problemet fick Nasas ingenjörer ställa in mottagarna mycket precist för att få rätt frekvensomfång.
Efter att ha passerat Jupiter och Saturnus samt några av deras större månar blev Voyager 2 den första farkosten som passerat över Uranus och Neptunus. Detta var möjligt tack vare att planeterna låg placerade på ett mycket gynnsamt sätt, något som återkommer vart 175:e år.

## Last
Förutom vetenskapliga instrument har Voyagersonderna utrustats med varsin grammofonskiva: Voyager Golden Record.

## Avståndet Voyager 2 befinner sig på

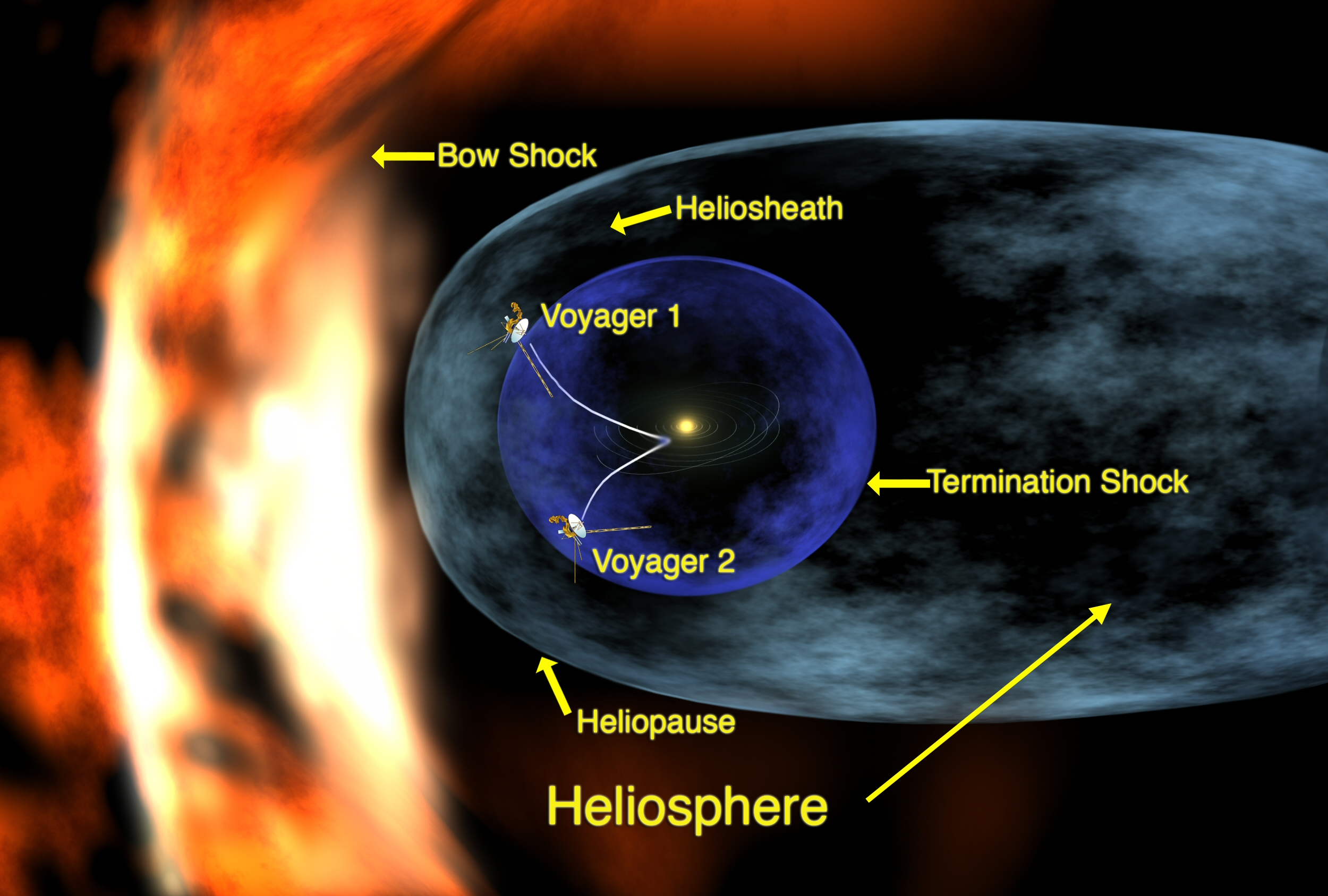
Voyagersondernas positioner i maj 2005.

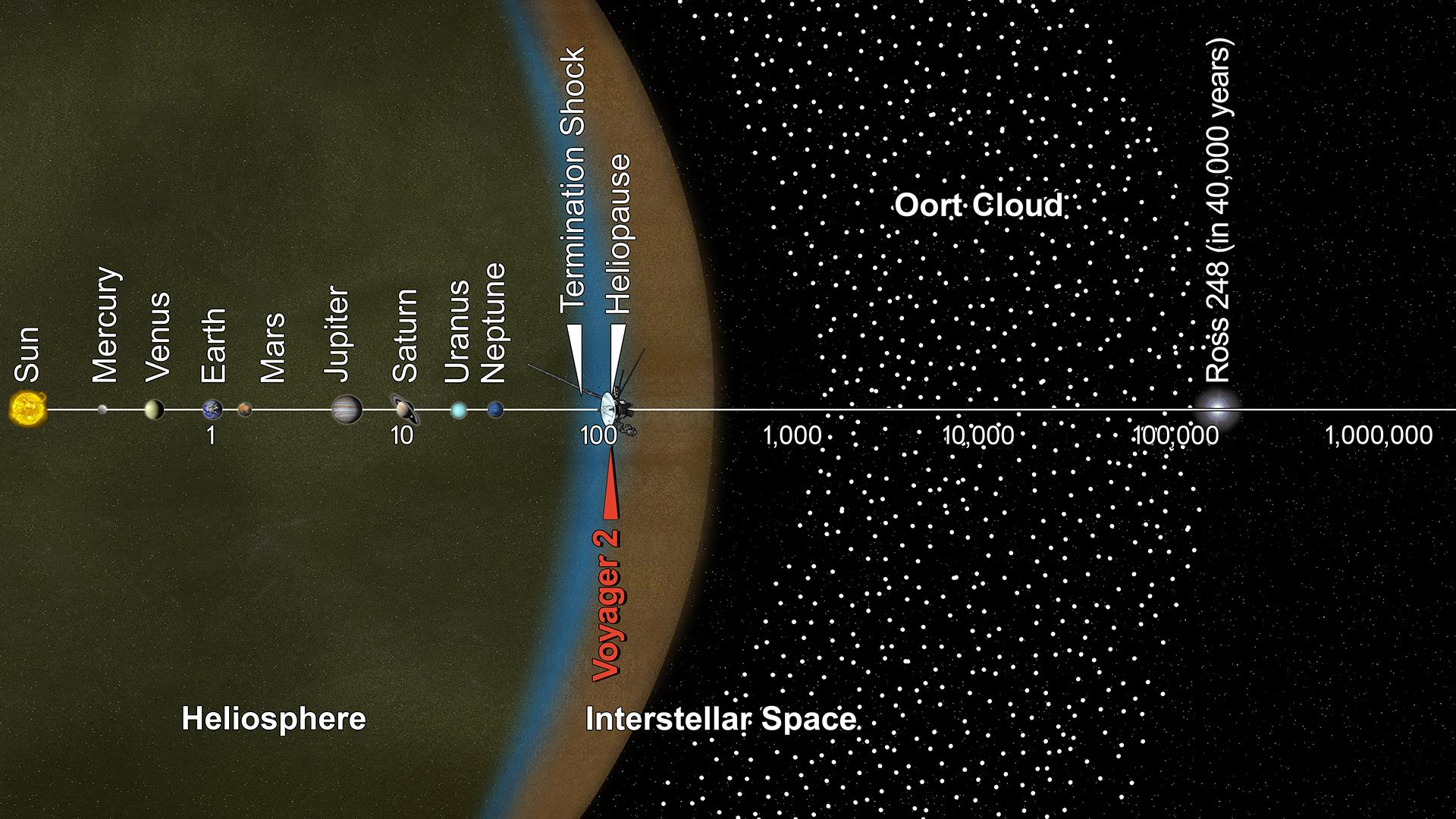
Voyager 2:s position i december 2018.

I oktober 2024 befann sig Voyager 2 på ett avstånd av ungefär 20,6 miljarder kilometer från solen, eller cirka 137,7 astronomiska enheter – ett avstånd som ökar med ungefär tre enheter per år.
Sonden beräknas fortsätta sända data till jorden fram till 2020-talet, tills batterierna tar slut och signalerna blir alltför svaga för att kunna tydas. Fördröjningen för en signal att nå fram ökar med cirka 30 minuter för varje år som går. Trots detta enorma avstånd är det inte det längsta ett människoskapat objekt har tagit sig från jorden. Rekordet hålls av Voyager 1, som befinner sig ungefär tre miljarder kilometer före Voyager 2.
NASA meddelade den 11 december 2018 att sonden den 5 november samma år blev det andra artificiella objektet i världshistorien som flög ut i den interstellära rymden.

### Fotnoter
1. ↑  ”NASA Space Science Data Coordinated Archive” (på engelska). NASA. https://nssdc.gsfc.nasa.gov/nmc/spacecraft/display.action?id=1967-008A. Läst 27 mars 2020.
2. ↑  ”Where are the Voyagers?” (på engelska). Voyager - The Interstellar Mission. Jet Propulsion Laboratory. http://voyager.jpl.nasa.gov/where/. Läst 2 november 2015.
3. ↑  Andersson, Jennifer (12 december 2018). ”Voyager 2 intar rymden mellan stjärnorna”. Populär Astronomi. https://www.popularastronomi.se/2018/12/voyager-2-intar-rymden-mellan-stjarnorna/. Läst 12 december 2018.
4. ↑  ”NASA’s Voyager 2 Probe Enters Interstellar Space” (på engelska). NASA. 11 december 2018. https://www.nasa.gov/press-release/nasa-s-voyager-2-probe-enters-interstellar-space. Läst 12 december 2018.